# Процесс (фильм, 1962)
«Процесс» (англ. The Trial) — кинофильм Орсона Уэллса 1962 года, снятый по мотивам одноимённого романа Франца Кафки. В 1962 в интервью Би-Би-Си Уэллс сказал: «"Процесс" — лучший фильм, который я когда-либо делал». Картина начинается с притчи «Перед законом», взятой из книги Кафки и рассказываемой самим Уэллсом. Во время рассказа на экране появляются миниатюры Александра Алексеева, выполненные в технике игольчатого экрана. «Процесс» был снят в Европе и получил высокую оценку критиков за сценографию и использование необычных углов и фокусировки.

## Сюжет
Молодого служащего бюрократической конторы Йозефа К. рано утром будят в его комнате двое полицейских и сообщают, что он арестован, однако офицеры отказываются сказать, в каком преступлении он обвиняется, и, не взяв Йозефа под стражу, покидают квартиру. Йозеф беседует с хозяйкой квартиры госпожой Грубах и своей соседкой мисс Бурштнер по поводу произошедших событий.
На работе Йозефа посещает его 15-летняя кузина, но он, не желая её видеть у себя на рабочем месте, просит её выпроводить. На обратном пути Йозеф встречает подругу госпожи Бурштнер, несущую её чемодан, которая сообщает, что г-жа Бурштнер переезжает. Вечером Йозеф посещает оперу, но во время представления покидает театр по требованию инспектора полиции, который вручает ему повестку в суд. В тот же вечер господин К. направляется в суд, где все его попытки защитить себя ни к чему не приводят, после чего он покидает заседание.
В конторе к Йозефу приходит дядя Макс. Наслышанный о процессе, он приводит его на консультацию к своему старому знакомому, адвокату Хастлеру. На следующий день господин К. является в суд, однако жена судебного сторожа сообщает, что следующее заседание не сегодня.

## В ролях
| Актёр            | Роль                     |
| ---------------- | ------------------------ |
| Энтони Перкинс   | Йозеф К.                 |
| Жанна Моро       | Марика Бурштнер          |
| Роми Шнайдер     | Лени                     |
| Эльза Мартинелли | Хильда                   |
| Сюзанн Флон      | госпожа Питтл            |
| Орсон Уэллс      | Альберт Хастлер, адвокат |
| Аким Тамиров     | Блох                     |
| Мадлен Робинсон  | госпожа Грубах           |
| Паола Мори       | судебный архивист        |
| Арнольдо Фоа     | инспектор А              |
| Фернан Леду      | главный судебный клерк   |
| Майкл Лонсдейл   | священник                |
| Макс Хауфлер     | дядя Макс                |

## Факты
- В 1961 году Уэллс, нашедший наконец спонсоров для своего столь долго и бережно вынашиваемого проекта и, вероятнее всего, под ярким впечатлением от графики к изданному годом ранее «Галлимаром» «Доктору Живаго», обратился к Александру Алексееву и Клер Паркер с предложением сделать пролог и эпилог к новому фильму методом «игольчатого экрана».
- Притча, написанная и начитанная Уэллсом, звучит в Прологе, затем во время встречи К. и Хастлера, наконец, в Эпилоге, который заканчивается словами:

…я исполнил роль Адвоката, написал сценарий и поставил этот фильм. Меня зовут Орсон Уэллс.

## Награды
- 1962 — участие в конкурсной программе Венецианского кинофестиваля.
- 1962 — 7-е место в списке лучших фильмов года по версии журнала Cahiers du cinéma.
- 1963 — приз ФИПРЕССИ на Вальядолидском кинофестивале.
- 1964 — премия Французского общества кинокритиков за лучший фильм.